# Roda el món i torna al Born
Roda el món i torna al Born és el nom d'un llibre editat el 1910 per l'escenògraf i col·leccionista d'art Oleguer Junyent i que recull les impressions i vivències del viatge al voltant del món que realitzà el 1908 acompanyat pel seu amic Marià Recolons. L'obra està il·lustrada amb els dibuixos i fotografies que Junyent realitzà durant el viatge, circumstància que fan del llibre una obra única com a document per conèixer l'època i els ambients que recorregué.
El viatge de Junyent partí de Barcelona per mar i va transcórrer per les següents principals escales: Marsella, El Caire, Aden, Bombai, Lahore, Caixmir, Agra, Calcuta, Colombo, Perth, Adelaide, Melbourne, Sydney, Manila, Canton, Nanquín, Pequín, Seül, Tòquio, Vancouver, Winnipeg, Chicago, Toronto, Quebec, Nova York, Londres i París.
El llibre, editat a Barcelona el 1910 per la Il·lustració Catalana amb pròleg de Miquel Utrillo fou molt popular quan es va editar perquè posava a l'abast el coneixement de països remots en una època que la gent de Catalunya hi viatjava molt poc.